# Caberea dichotoma
Caberea dichotoma är en mossdjursart som beskrevs av Jean Vincent Félix Lamouroux 1816. Caberea dichotoma ingår i släktet Caberea och familjen Candidae. Inga underarter finns listade i Catalogue of Life.